# Diane et Callisto (Cervelli)
Pour les articles homonymes, voir Diane et Callisto.
Diane et Callisto est un tableau, mesurant 49 × 64,5 cm, peint par Federico Cervelli en 1670. Il est conservé au Musée national de Varsovie.

## Thème mythologique
Le tableau dépeint le flirt entre Diane (Jupiter) et sa nymphe favorite, Callisto.